# Live at the Moonlight Club
Live at the Moonlight Club – koncertowy album brytyjskiego zespołu "drugiej fali ska" The Specials. Pierwotnie wydany jako bootleg, jest zapisem koncertu w Moonlight Club w Hampstead (Londyn) z maja 1979 roku. Oficjalnie ukazał się w 1992 roku nakładem 2 Tone Records. Zestaw utworów jest ten sam co na wersji nieoficjalnej, różni się jednak miksem. W 1997 roku ukazała się wersja CD (Chrysalis Records).

## Lista utworów

### Strona A
1. Its Up To You	3:33
2. Do The Dog	2:10
3. Monkey Man	2:46
4. Blank Expression	2:11
5. Nite Klub	3:31

### Strona B
1. Concrete Jungle	3:53
2. Too Hot	2:56
3. Too Much Too Young	2:41
4. Little Bitch	2:33
5. Long Shot (Kick De Bucket)	3:49

## Muzycy
- Terry Hall - śpiew
- Neville Staple - śpiew
- Lynval Golding - gitara rytmiczna, śpiew
- Roddy Radiation - gitara prowadząca, śpiew
- Jerry Dammers - instrumenty klawiszowe
- Sir Horace Gentleman - gitara basowa
- John Bradbury - perkusja
- Rico Rodriguez - puzon
- Dick Cuthell - trąbka